# توماس هاموند
توماس هاموند (بالإنجليزية: Thomas Hammond)‏ هو سياسي أمريكي، ولد في 27 فبراير 1843 في الولايات المتحدة، وتوفي في 21 سبتمبر 1909 في نفس البلد. حزبياً، نشط في الحزب الديمقراطي. وقد انتخب عضو مجلس النواب الأمريكي.